# Brithenig
El brithenig és una llengua construïda, creada com una afició al 1996 pel neozelandès Andrew Smith. Té el codi ISO 639-3 bzt.
No és un idioma inventat per a ser usat en el món real, com l'esperanto, ni per detallar una obra de ficció, com les llengües èlfiques de J. R. R. Tolkien o l'idioma klingon de la sèrie Star Trek. Per contra, el brithenig començà com un experiment mental per crear una llengua romànica que podria haver evolucionat hipotèticament en el cas que el llatí haguera desplaçat les antigues llengües cèltiques que es parlaren al Regne Unit.
El resultat n'és una llengua germana del francès i altres llengües romàniques, tot i que amb la diferència d'incloure canvis fonològics semblants als que afecten llengües com el gal·lès, i paraules prestades de l'antic cèltic i de l'anglès al llarg de la seua història fictícia.
El brithenig és respectat en la comunitat de llengües construïdes. És la primera llengua artificial coneguda que extrapola una llengua real humana a una evolució alternativa, i com a tal se la pot considerar com precursora d'aquest tipus de llengües.
Hi ha hagut altres esforços semblants per extrapolar llengües romàniques, com el breathanach (influenciat per l'altra branca de llengües cèltiques) i el wenedyk (amb trets polonesos).